# گل‌آباد (پیرانشهر)
گل آباد، روستایی است از توابع بخش مرکزی و در شهرستان پیرانشهر استان آذربایجان غربی ایران.

## جمعیت
این روستا در دهستان پیران قرار داشته و بر اساس سرشماری سال ۱۳۸۵ جمعیت آن ۹۸ نفر (۱۶ خانوار)
بوده‌است.